# Monie Love
Моні Лав (англ. Monie Love, при народжені Simone Johnson; нар. 2 липня, 1970) — реперка англійського походження та радіо особистість в США. Вона є шанованою постаттю у британському хіп-хопі яка з'явилася перед американськими хіп-хоп-поціновувачами як протеже американської реперки Queen Latifah, а також через її участь наприкінці 1980-х/початку 90-х у хіп-хоп гурті Native Tongues. Monie Love була однією з перших BritHop артистів, яка виступала та розповсюджувалася по всьому світу одним із мейжерів рекордингового бізнесу. Лав народилася в районі Баттерсі (англ. Battersea) в Вандзверті (англ. Wandsworth), Лондон. Моні є донькою лондонського джазового музиканта.

## Дискографія

### Альбоми
| Рік  | Назва | Позиція в чарті | Позиція в чарті |
| Рік  | Назва | U.S.            | U.S. R&B        |
| ---- | --- | --------------- | --------------- |
| 1990 | Down to Earth - Released: October 30, 1990 - Label: Warner Bros. Records (US) Chrysalis/EMI Records (EU) | 109             | 26              |
| 1993 | In a Word or 2 - Released: March 23, 1993 - Label: Warner Bros. Records (US) Chrysalis/EMI Records (EU)  | –               | 75              |

### Сингли
| Рік                                                            | Сингл                                             | Пікова позиція | Пікова позиція | Пікова позиція | Пікова позиція | Пікова позиція | Пікова позиція | Пікова позиція | Пікова позиція | Пікова позиція | Пікова позиція | Пікова позиція | Пікова позиція | Пікова позиція | Альбом              |
| Рік                                                            | Сингл                                             | UK             | IRE            | NED            | BEL (FLA)      | FRA            | GER            | AUT            | SWI            | AUS            | NZ             | US             | US R&B         | US Dance       | Альбом              |
| -------------------------------------------------------------- | ------------------------------------------------- | -------------- | -------------- | -------------- | -------------- | -------------- | -------------- | -------------- | -------------- | -------------- | -------------- | -------------- | -------------- | -------------- | ------------------- |
| 1988                                                           | "I Can Do This"                                   | 37             | —              | 18             | —              | —              | —              | —              | —              | —              | —              | —              | —              | —              | Down to Earth       |
| 1989                                                           | "Grandpa's Party"                                 | 16             | 23             | 51             | —              | —              | —              | —              | —              | 93             | 33             | —              | —              | —              | Down to Earth       |
| 1990                                                           | "Monie in the Middle"                             | 46             | —              | —              | —              | —              | —              | —              | —              | —              | —              | —              | 28             | 7              | Down to Earth       |
| 1990                                                           | "It's a Shame (My Sister)" (featuring True Image) | 12             | —              | 9              | 24             | 50             | 11             | 12             | 6              | 90             | 17             | 26             | 8              | 2              | Down to Earth       |
| 1990                                                           | "Down 2 Earth"                                    | 31             | —              | 29             | —              | —              | 33             | —              | 15             | —              | —              | —              | 75             | —              | Down to Earth       |
| 1991                                                           | "Ring My Bell" (vs. Adeva)                        | 20             | —              | 15             | 44             | —              | 25             | —              | 8              | 35             | 13             | —              | —              | —              | Down to Earth       |
| 1991                                                           | "Work It Out" (US only)                           | —              | —              | —              | —              | —              | —              | —              | —              | —              | —              | —              | —              | —              | Boyz n the Hood OST |
| 1992                                                           | "Full Term Love"                                  | 34             | —              | 58             | —              | —              | —              | —              | —              | —              | —              | 96             | 47             | —              | In a Word or 2      |
| 1993                                                           | "Born 2 B.R.E.E.D."                               | 18             | —              | —              | —              | —              | —              | —              | 35             | 98             | 21             | 89             | 56             | 1              | In a Word or 2      |
| 1993                                                           | "In a Word or 2"                                  | 33             | —              | —              | —              | —              | —              | —              | —              | —              | —              | —              | —              | —              | In a Word or 2      |
| 1993                                                           | "Never Give Up"                                   | 41             | —              | —              | —              | —              | —              | —              | —              | —              | —              | —              | —              | —              | In a Word or 2      |
| 2000                                                           | "Slice of da Pie"                                 | 29             | —              | —              | —              | —              | —              | —              | —              | —              | —              | —              | —              | —              | single only         |
| "—" позначає релізи, які не були в чарті або не були випущені. |                                                   |                |                |                |                |                |                |                |                |                |                |                |                |                |                     |

### Участь у синглах інших
- "Ladies First" (Queen Latifah feat. Monie Love)